# Прогресс (Мозырский район)
Прогресс (бел. Прагрэс) — посёлок в Барбаровском сельсовете Мозырского района Гомельской области Республики Беларусь.

## География

### Расположение
В 1 км от Барбаров, в 29 км на юго-восток от Мозыря, от железнодорожной станции Мозырь (на линии Калинковичи — Овруч), 118 км от Гомеля.

### Гидрография
На реке Припять и граничит с озером Долгое.

## Транспортная сеть
Транспортные связи по просёлочной, затем автодороге Гомель — Лунинец. Планировка состоит из прямолинейной улицы, ориентированной с юго-запада на северо-восток, к которой на юге присоединяется короткая улица. Застройка двусторонняя, деревянная, усадебного типа.

## Этимология
Местность называлась Перечница – от слова «поперек»: озеро Бергут и возвышенная часть местности делают крутой поворот, становятся как-бы поперек. В апреле 1924 года здесь, на хозяйственном дворе бывшего имения Барбаров организовался колхоз «Серп и Молот». В бывшем доме эконома открылась школа. Посёлок назвали Прогресс.

## История
Основан в 1920-х годах переселенцами из соседних деревень на бывших помещичьих землях. До 1924 г. здесь было два дома. В 1932 году жители вступили в колхоз. Во время Великой Отечественной войны более 20 сельчан воевали на фронтах и в партизанских отрядах, 12 жителей деревни погибли на фронте и пропали без вести. 11 января 1944 года освобождён от немецкой оккупации. 
Согласно переписи 1959 года в составе колхоза «Серп и молот» (центр — деревня Барбаров). С 2000 года входит в состав государственного предприятия «Совхоз-комбинат «Заря». 

## Население

### Численность
- 2022 год — 10 жителей

### Динамика
- 1959 год — 94 жителя (согласно переписи).
- 2004 год — 18 хозяйств, 32 жителя.
- 2022 год — 10 жителей[1].